# Tân Lạc, Thạch Gia Trang
Tân Lạc (chữ Hán giản thể: 新乐市, pinyin: Xīnlè Shì) âm Hán Việt: Tân Lạc thị) là một thành phố cấp huyện thuộc địa cấp thị Thạch Gia Trang, tỉnh, Hà Bắc, Cộng hòa Nhân dân Trung Hoa. Thành phố này có diện tích 951 km2, dân số năm 2002 là 610.000 người. Mã số bưu chính 052360, mã vùng điện thoại 0311. Thành phố này nằm ở cao nguyên Hoa Bắc, nhiệt độ trung bình năm là 12 độ C, giáng thủy 488 mm. Đây là địa phương trọng điểm về trồng bông của Hà Bắc.